# الحاجب (رصد)

تعديل مصدري - تعديل

الحاجب هي إحدى قرى عزلة القارة بمديرية رصد التابعة لمحافظة أبين، بلغ تعداد سكانها 186 نسمة حسب تعداد اليمن لعام 2004.